# Children of the Corn: Runaway
Série Les Démons du maïs
Children of the Corn: Genesis
(2011) Les Démons du maïs
(2020)
Pour plus de détails, voir Fiche technique et Distribution.
Children of the Corn: Runaway est un film d'horreur américain réalisé par John Gulager et sorti en 2018, directement en DVD.

## Synopsis
Ruth, une adolescente enceinte, fuit un culte d'enfants meurtriers d'une petite ville du Midwest américain. Elle passe la décennie suivante dans l'anonymat en essayant d'épargner à son fils Aaron les horreurs qu'elle a vécues. Mais le culte est toujours à sa recherche et retrouve sa trace dans l'Oklahoma.

## Fiche technique
- Photographie : Samuel Calvin
- Musique : Philip Giffin
- Montage : John Gulager
- Sociétés de production : Dimension Films, Gatlin Returns et Strike Accord
- Date de sortie : 13 mars 2018 (Vàd)

## Distribution
- Marci Miller (en) : Ruth
- Jake Ryan Scott : Aaron
- Mary Kathryn Bryant : Sarah
- Lynn Andrews : Carl
- Diane Ayala Goldner : Mme Dawkins
- Eric Starkey : l'officier Dave
- Daria Balling : Candy

## Accueil critique
Pour le site Bloody Disgusting, qui lui donne la note de 2,5/5, le film « gâche son potentiel de façon regrettable en raison d'un scénario manquant de profondeur et malgré le talent de Gulager. Ce n'est pas la pire suite de la série, mais elle ne revitalise pas la franchise pour autant ».